# 裸回り
裸回り（はだかまわり）とは、夫婦などが裸のまま竈の周りを回ることで、その年の豊作を祈る儀礼である。

## 概要
小正月に夫婦が裸になり、稗や粟の豊作を願う言葉を唱えながら竈の周囲を三度回る。
このとき回るのは夫婦が多いが、地域によっては子どもを作れないほど老いた男性と女性のペアである。また、回る姿勢は四つん這いの姿勢であることもある。陰部を軽くたたきながら唱えるケースもある。
地域によって唱える言葉が異なっており、兵庫県には「こまけもくろんだ、おうほうぶらり、ちんぽぶらり」、京都府には「おおぼがぶらり」「まえたがわれた」「こぼなでぶらぶら」という言葉が伝わっている。